# Heino Hansen
Heino Hansen (Gørlev, 24 september 1947) is een voormalig profvoetballer uit Denemarken, die speelde als middenvelder. Hij kwam onder meer uit voor FC St. Pauli en SC Preußen Münster.

## Interlandcarrière
Hansen speelde in totaal 31 wedstrijden voor de nationale ploeg en scoorde vijf keer voor zijn vaderland. Onder leiding van de Oostenrijkse bondscoach Rudi Strittich maakte hij zijn debuut op 3 juli 1972 in de vriendschappelijke uitwedstrijd tegen IJsland (2-5) in Reykjavik, net als Allan Simonsen, Max Rasmussen en Carsten Brandenborg. Hansen nam met zijn vaderland deel aan de  Olympische Spelen 1972 in München, en maakte daar drie goals in zes duels.